# Морлан (Marvel Comics)
Морлан (англ. Morlun) — суперзлодей комиксов, издаваемых Marvel Comics. Этот персонаж является главным врагом всех альтернативных версий Человека-паука. Является существом с Земли-001, которое охотится за всеми тотемами Паука, путешествуя по многочисленным мультивселенным Marvel. Он наиболее известен как временный убийца версии Человека-паука с Земли-616 в сюжетной арке «Spider-Man: The Other», а также как главный антагонист сюжетной арки «Spider-Verse», в которой он и его отчужденная семья — Наследники, пытаются убить всех вариантов Человека-паука.

## История публикаций
Морлан был создан сценаристом Джозефом Майклом Стражински и художником Джоном Ромитой-младшим, дебютировав в The Amazing Spider-Man vol. 2 #33 (июль 2001).

## Биография

### Первая встреча с Человеком-пауком
Когда Человек-паук встретил такого же сильного человека по имени Иезекиль, Иезекииль объяснил ему, что силы Человека-паука не были случайностью, и что паук, укусивший его, сделал это добровольно, чтобы передать свои способности Питеру перед смертью. Это сделало Человека-паука «тотемом», мостом между человеком и зверем, обладающим свойствами обоих. Затем Иезекииль предупредил Человека-паука, что, будучи тотемом, он находится в опасности от тех, кто стремится уничтожить таких существ. Одним из них, появившимся вскоре после этого, был Морлан.
О том, что такое Морлан и откуда он взялся, известно немного. Согласно Иезекиилю, до тех пор, пока тотемистические силы ходили по земле, существовали и те, кто ими питался. Хотя Морлан и его братья (неизвестно, сколько их существует, но Морлан не единственный) могут какое-то время питаться жизненными силами обычных людей и нетотемистических сверхлюдей, они всегда жаждут чистого носителя, и Питер идеально подходит для этого.
После встречи Питера с Иезекилем Морлан и его незадачливый приспешник Декс начали незаметно мучить Питера из тени, преследуя его и разрушая его паучье чутье. Морлан наконец раскрыл себя, когда Человек-паук расследовал пожар на пристани, и нанес ему удар, который, по словам Человека-паука, был самым сильным ударом в его жизни. Затем Морлан сказал Человеку-пауку, что в конце концов убьёт его, и теперь, когда они вступили в физический контакт, он сможет найти Человека-паука, куда бы тот ни пошел. Хотя Человек-паук сопротивлялся, Морлан постоянно одерживал верх. Питер пытался бежать, но Морлан легко находил его и возобновлял бой. Человек-паук наконец-то сбежал после того, как Морлан сжёг здание, в котором они сражались, но Иезекиль сказал ему, что это бесполезно. Морлан снова найдёт его и убьёт.
В течение следующих нескольких дней Морлан постоянно нападал на Человека-паука, подвергая опасности жизни невинных граждан, если Питер пытался убежать.
С помощью Иезекиля Питеру удалось ненадолго сбежать, взяв образец крови Морлана, который, как он обнаружил, содержал ДНК всех представителей животного мира. Поняв, что ДНК Морлана чиста, Питер обнаружил слабое место, которым он мог воспользоваться. Заманив Морлана на атомную электростанцию, Человек-паук ввёл себе дозу радиации, которая убила бы нормального человека, но её хватило лишь на то, чтобы ослабить его из-за радиации, уже содержащейся в его крови. Когда Морлан прибыл, он приготовился к кормлению, но вместо этого был сожжён радиацией в крови Питера. Питер объяснил, что он не был чистым тотемом паука, как догадался Морлан, потому что паук, который его укусил, был предварительно подвергнут дозе радиации, и что, хотя Морлан мог питаться пауком, он не мог переварить радиацию. Поглощая радиацию, а не свои паучьи силы с каждым ударом Питера, Морлан начал распадаться, и он договорился с Человеком-пауком о сохранении своей жизни, сказав, что просто делает то, что необходимо для его выживания, и что в этом нет ничего личного. Пока Питер размышлял, стоит ли отпускать такого монстра, как Морлан, на свободу, внезапно появился Декс и выстрелил в Морлана, отчего тот рассыпался в прах.

### Spider-Man: The Other
В сюжетной арке «Spider-Man: The Other» Морлан изводит Человека-паука внезапными и таинственными появлениями, предупреждая его, что собирается покончить с ним. Человек-паук по необъяснимой наукой причине умирает, и Морлан хочет понаблюдать за причинами и последствиями его болезни. В кульминационной схватке Морлан сильно избивает Человека-паука, вырывая ему одно глазное яблоко, но уходит, когда прибывает полиция, предпочитая выбрать более подходящее время для поглощения жизненных сил Человека-паука, оставляя Паутинника на пороге смерти.
Вернувшись вскоре после этого, Морлан входит в палату Человека-паука в отделении скорой помощи и готовится к трапезе, явно не заботясь о присутствии Мстителей в больнице. Мэри Джейн, которая прибывает в палату Питера как раз в тот момент, когда Морлан собирается поесть, пытается остановить его, но он небрежно ломает ей предплечье и отбрасывает в сторону. Человек-паук внезапно оживает, демонстрируя новые силы, включая жала, растущие из его рук, которыми он прижал Морлана к земле, и клыки, которыми он перегрыз Морлану горло. Морлан снова умирает, рассыпаясь в прах.

### Spider-Verse
Во время сюжетной арки «Spider-Verse» было раскрыто таинственное прошлое Морлана: он родом из вселенной под названием Земля-001, а Морлан и его отчужденная семья, известная как Наследники, участвовали в битве против Мастера Ткача и сумели захватить его ценой жизни безымянного матриарха Наследников. Завладев силой Мастера Ткача, они использовали его мощь для завоевания Земли-001. Затем они использовали силу Мастера Ткача, чтобы путешествовать между измерениями и охотиться на всех аватаров Паука-Тотема. Морлан и Наследники убивают несколько версий Человека-паука из альтернативных вселенных, и свидетелем некоторых из них становится Паук-Британия, член Корпуса Капитана Британии в паучьей тематике. Паук-Британия отправляется в путешествие по паутине жизни, чтобы спасти всех оставшихся Людей-пауков от Наследников. Позже Морлан убивает двойника Человека-паука 2099, и когда тот пытается прибыть на Землю-616, портал закрывается, а Морлан выражает страх перед Человеком-пауком Земли-616 после их последней схватки. Человек-паук 2099 уходит и предупреждает Питера Паркера, чтобы тот сообщил ему о случившемся. Тем временем Наследники за массивным обеденным столом, заваленным искалеченными Паучьими Тотемами, ждут Морлана, когда он возвращается с Паучьим Тотемом. Морлан в ярости на своего брата, Дэймос охотился на Земле-616, говорит ему, что это его Паук-Тотем, и они сражаются, пока их отец, Солус, не запугивает их. Солус напоминает им, что он все это время знал, где находятся Невеста, Другой и Наследник, а также о пророчестве, которое приведет к гибели Наследников. Он спрашивает сына, каково его желание. Морлан отвечает, что его желание — быть избранным наследником отца, Великая Паутина — его наследие и обязанность. Солус поправляет его, говоря, что Паутина — это все вещи и везде, и что это их царство, делающее их Наследниками всего творения.
Морлан и Наследники вторгаются на Землю-13, где собралась большая группа Людей-пауков для сражения. Наследники не могут противостоять силе Человека-паука версии Капитана Вселенной, который уничтожает членов Наследников, но обнаруживает, что все члены Наследников могут восстанавливаться после процесса клонирования на альтернативной вселенной Земля-802, что объясняет таинственные воскрешения Морлана из мертвых дважды. Когда его отец, Солус, лишенный силы, убивает Капитана Вселенной, безопасная зона оказывается под угрозой, Морлан захватывает младенца Бенджи, брата Паучихи, и провозглашает его Пауком-Сционом.
Пока Морлан направляется к телепорту с Бенджи, Солус атакует Людей-пауков на Земле-13, а все Люди-пауки убегают, чтобы найти новую безопасную зону. Позже Морлан просит своих близнецов Бору и Брикса подержать Бенджи, так как у него есть другая работа. Наследники чувствуют, что Шёлк и Каин прибыли на Землю-001, так как они преследуют Паука-Тотема для проведения ритуала. Морлан и Наследники сражаются с Каином, который превращается в паукообразного монстра Иных и убивает их отца, Солуса. Морлан и Дэймос в ужасе смотрят на то, как им удается подчинить его, а затем отвести на ритуал.
В финальной битве Люди-пауки одолели Наследников и остановили ритуал, который должен был покончить с ними всеми, хотя Совершенный Человек-паук убивает Мастера Ткача, чтобы Наследники не могли путешествовать между измерениями с помощью своих сил. Разъяренный Морлан пытается напасть на Питера Паркера с Земли-616, но тот использует телепорт, чтобы заманить Морлана в ловушку на Землю-3145, мир, разрушенный ядерным взрывом, аргументируя это тем, что он не убивает Морлана, так как готов умереть и там, а Морлан может добраться до близлежащего бункера, возведенного местным Иезекилем для защиты местных Пауков-Тотемов. Однако Питера впоследствии спасает Шёлк, оставляя Морлана и других Наследников в ловушке на Земле-3145.
Прежде чем все Люди-пауки смогут вернуться в свои родные измерения, Шёлк спрашивает Карна (который стал новым Мастером Ткача), смогут ли Морлан и Наследники выжить без Паучьих Тотемов. Мастер Ткач замечает, что Морлан и Наследники питаются единственными выжившими формами жизни на Земле-3145, которыми оказались мутировавшие пауки.

## Силы и способности
Морлан обладает способностью высасывать жизненную силу из других существ при физическом контакте. В зависимости от силы того, кого он лишает жизни, силы и жизненная энергия Морлана могут значительно увеличиваться. Без периодической подпитки Морлан стареет и слабеет.
Морлан ходит по земле уже много веков, если не больше, и является неумолимым и безжалостным преследователем. После того как Морлан физически прикоснулся к кому-то, этот человек навсегда «запечатлевается» в чувствах Морлана, что позволяет ему выслеживать своих жертв из любой точки Земли.
Несмотря на физическую силу Морлана, Питер заметил, что его самая большая слабость — высокомерие. Поскольку Морлан знает, что он так силен, он склонен просто нападать на своих врагов, не утруждая себя обдумыванием истинного плана, помимо убийства противника, и это же высокомерие заставляет его отвергать мысль о том, что ему нужно совершенствоваться. Как замечает Питер, Морлан предпочитает обвинять в своих неудачах саму Вселенную, вместо того чтобы просто признать, что ему нужно действовать лучше.

## Вне комиксов
Морлан появлялся как босс в видеоигре Spider-Man Unlimited.